# Дерби-Виларет (Долина Аосте)
Дерби-Виларет је насеље у Италији у округу Долина Аосте, региону Долина Аосте.
Према процени из 2011. у насељу је живело 384 становника. Насеље се налази на надморској висини од 812 м.